# Бережной, Станислав Викторович
Станислав Викторович Бережной (род. 7 июня 2003, Новокузнецк, Кемеровская область) — российский хоккеист, вратарь. Мастер спорта России (2023).

## Биография
Начинал заниматься хоккеем в новокузнецком «Металлурге». В 2019 году перешёл в систему омского «Авангарда», два сезона выступал за команду «Ястребы» в ЮХЛ. В сезоне 2021/22 дебютировал в МХЛ, став основным вратарём «Омских ястребов». В следующем сезоне также провёл восемь матчей за «Омские крылья» в ВХЛ. В сезоне 2023/24 сыграл 19 матчей в ВХЛ и 24 — в МХЛ; в октябре — ноябре был в заявке девяти матчей КХЛ. 20 ноября 2024 года был обменян в СКА на вратаря Никиту Серебрякова и нападающего Эмиля Галимова. Дебютировал в КХЛ 30 ноября — в гостевом матче против «Амура» (7:5) заменил Павла Мойсевича в третьем периоде при счёте 6:3.

## Достижения
- Бронзовый (2022), серебряный (2023) призёр чемпионата МХЛ[4].